# Alexander Supan

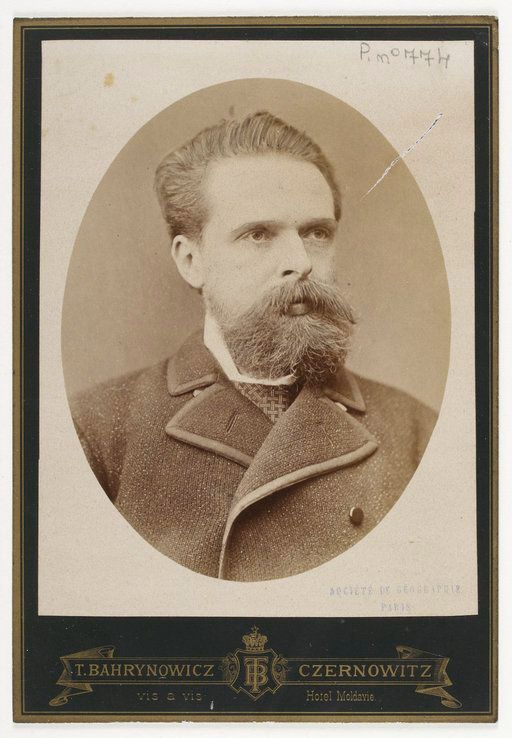
Alexander Supan im Jahre 1883

Alexander Supan (* 3. März 1847 in Innichen, Tirol; † 7. Juli 1920 in Breslau) war ein österreichischer Geograph.

## Leben
Alexander Supan kam 1847 als jüngerer Bruder von Josef Suppan zur Welt. Nach Studien in Graz und Wien wurde Supan 1871 Lehrer an der Realschule in Laibach. Er begab sich 1875 bis 1877 noch einmal zur speziellen Vorbereitung auf das akademische Lehrfach nach Graz, Halle (Saale) und Leipzig. 1877 arbeitete Supan als Lehrer am k.k. I. Staatsgymnasium Czernowitz sowie als Privatdozent an der Franz-Josephs-Universität. Sie ernannte ihn 1884 zum Professor für Geographie. Im selben Jahr übernahm er zusätzlich die Herausgabe von Petermanns Geographischen Mitteilungen, für die er 1885 die nützlichen geographischen Literaturberichte begründete. Seine Funktion als Herausgeber übte er 25 Jahre lang aus. 1909 wechselte er an die Schlesische Friedrich-Wilhelms-Universität, an der er bis 1916 Professor für Geographie war.
1886 wurde er zum Mitglied der Deutschen Akademie der Naturforscher Leopoldina gewählt. Im Jahr 1904 erhielt er die Cothenius-Medaille der Leopoldina.

## Werke

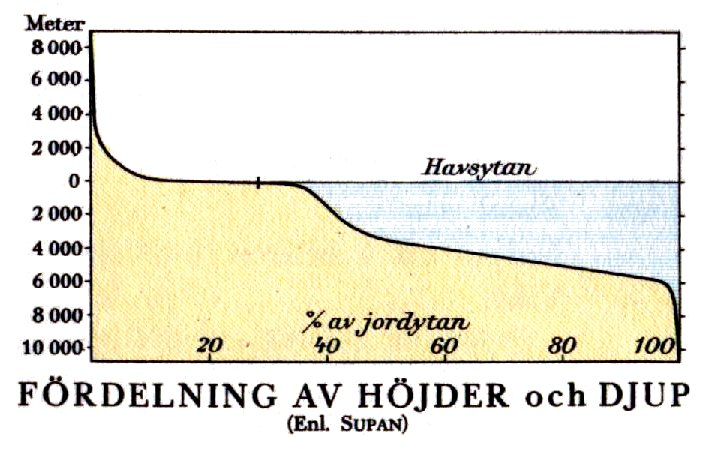
Verteilung von Höhen und Tiefen der Erde
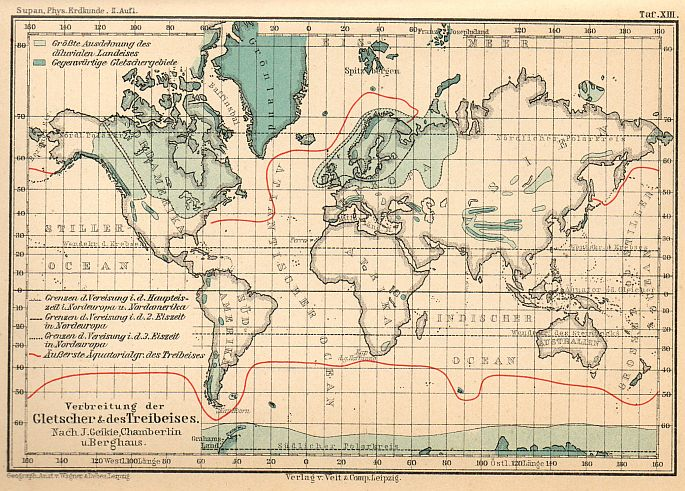
Verbreitung der Gletscher und des Treibeises im Jahre 1896
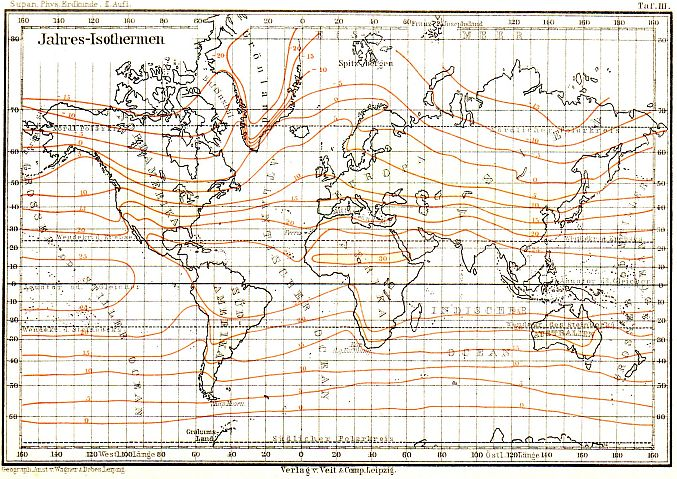
Jahres-Isothermen im Jahre 1896
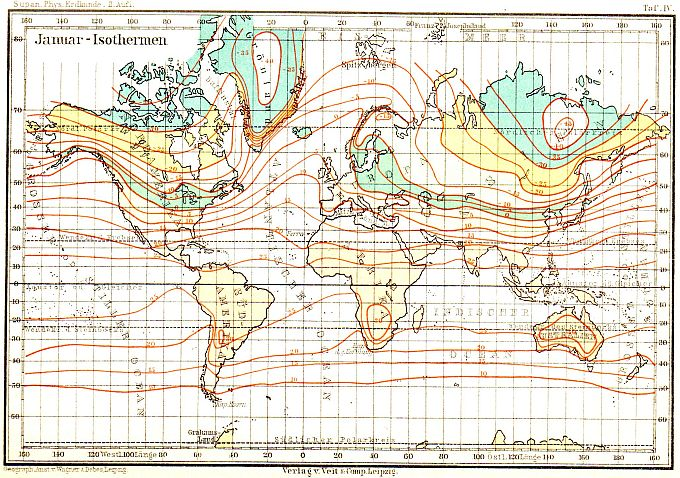
Januar-Isothermen im Jahre 1896
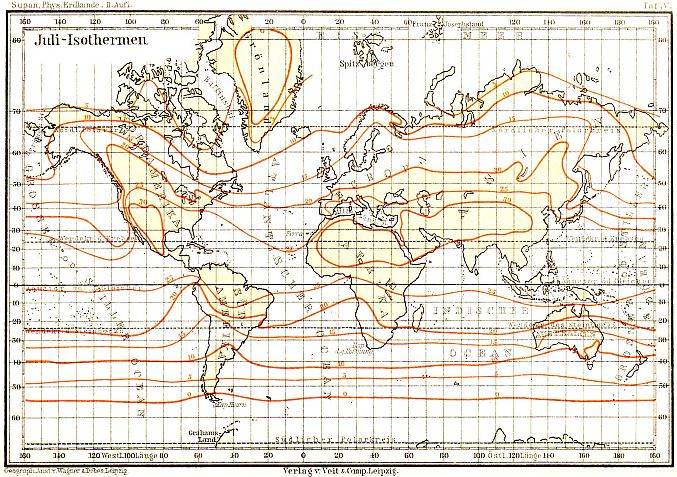
Juli-Isothermen im Jahre 1896

## Schriften
- Lehrbuch der Geographie für österreichische Mittelschulen. Laibach 1874.
- Statistik der untern Luftströmungen. Leipzig 1881.
- Grundzüge der physischen Erdkunde. Leipzig 1884.
- Archiv für Wirtschaftsgeographie. (Tl. 1: Nordamerika 1880–1885).
- Die Verteilung des Niederschlags auf der festen Erdoberfläche. Gotha 1898.
- Territoriale Entwicklung der europäischen Kolonien : mit einem kolonialgeschichtlichen Atlas von 12 Karten und 40 Kärtchen im Text. Gotha 1906.
- Deutsche Schulgeographie. Gotha 1910
- Leitlinien der allgemeinen politischen Geographie. Leipzig 1918
- Prof. Dr. A. Supans deutsche Schulgeographie. Gotha 1925–1936 (2 Tl.)